# Bernard Essers
Bernard Essers (Kraksaan (Nederlands-Indië), 11 maart 1893 - Doniawerstal, 13 mei 1945) was een Nederlands grafisch kunstenaar die bekend is geworden met houtsneden en penseeltekeningen in inkt; hij was ook aquarellist, etser, illustrator, glasschilder, kunstschilder en boekbandontwerper. Hij illustreerde een tijdlang werken van bekende auteurs, onder wie Arthur van Schendel en P.C. Boutens.

## Levensloop

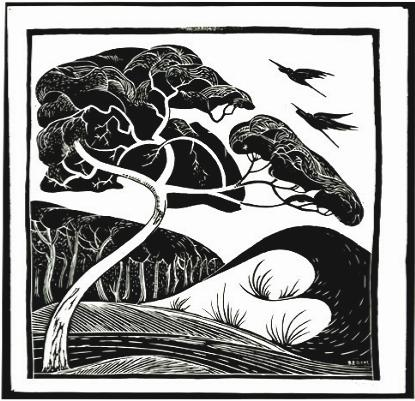
Duinlandschap (1922-1923)

Bernard Essers werd in 1893 geboren als zoon van Barend Maria Diederik Essers en Hiltje Johanna Hermanna van Boekeren. Zijn vader was arts. Van 1910-1912 ging hij naar de Hendrick de Keyserschool in Amsterdam. Van 1912-1914 studeerde hij aan de Royal Academy of Arts, Kensington, in Londen. In 1918 woonde  hij in Egmond aan Zee. In 1919-1920 kreeg hij lessen in etstechniek van J.M. Graadt van Roggen en Richard Roland Holst. Hij trouwde in 1930 met Kitty Vreede (1899-1979), telg uit het het geslacht Vreede; het echtpaar woonde in Bergen (Noord-Holland) en Schoorl. Uit dit huwelijk werden twee dochters geboren. Essers ging veel om met kunstenaars van de Bergense School. Hij maakte verschillende reizen naar Florence, Bretagne, Rapallo en New York.

## Omslagen voor het tijdschriftWendingen

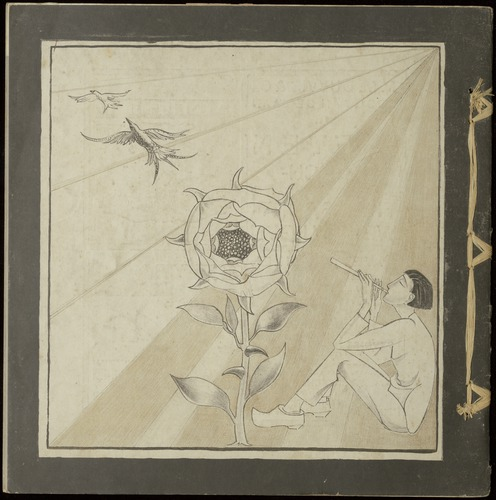
1920
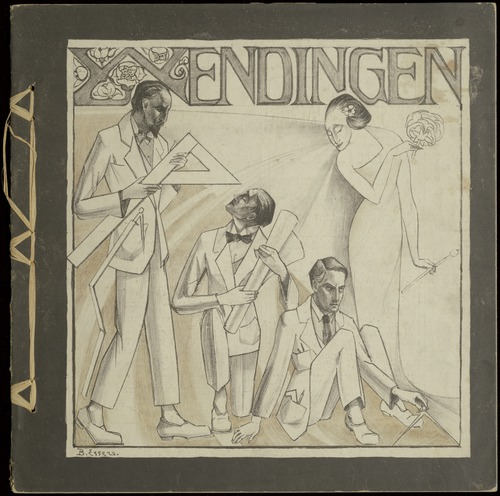
1920
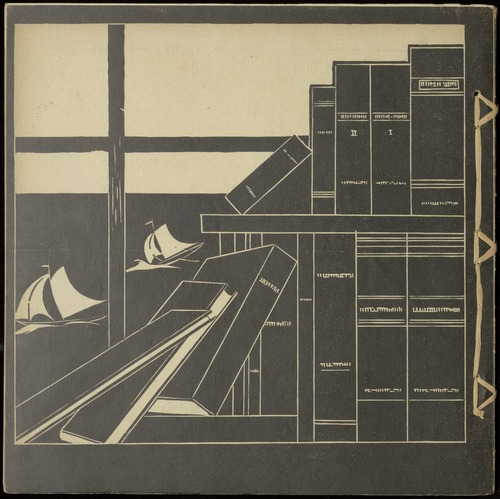
1923
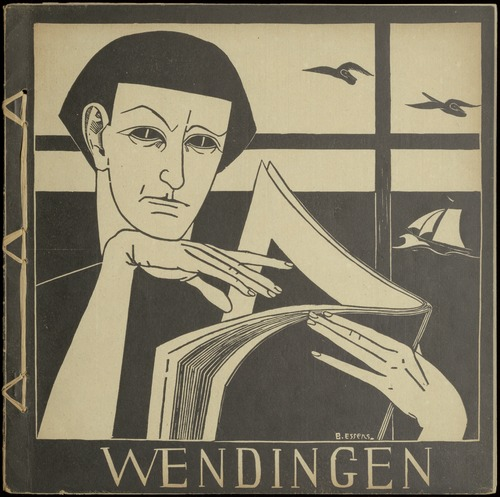
1923
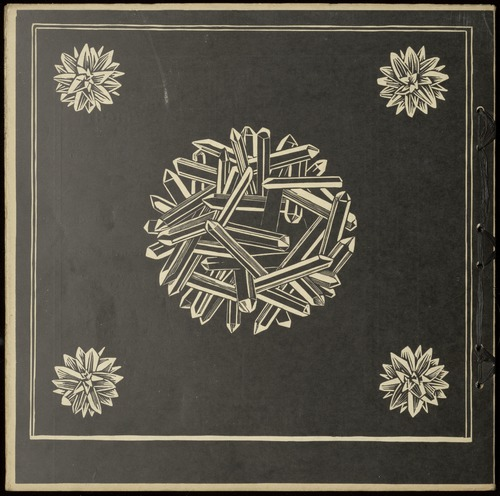
1924
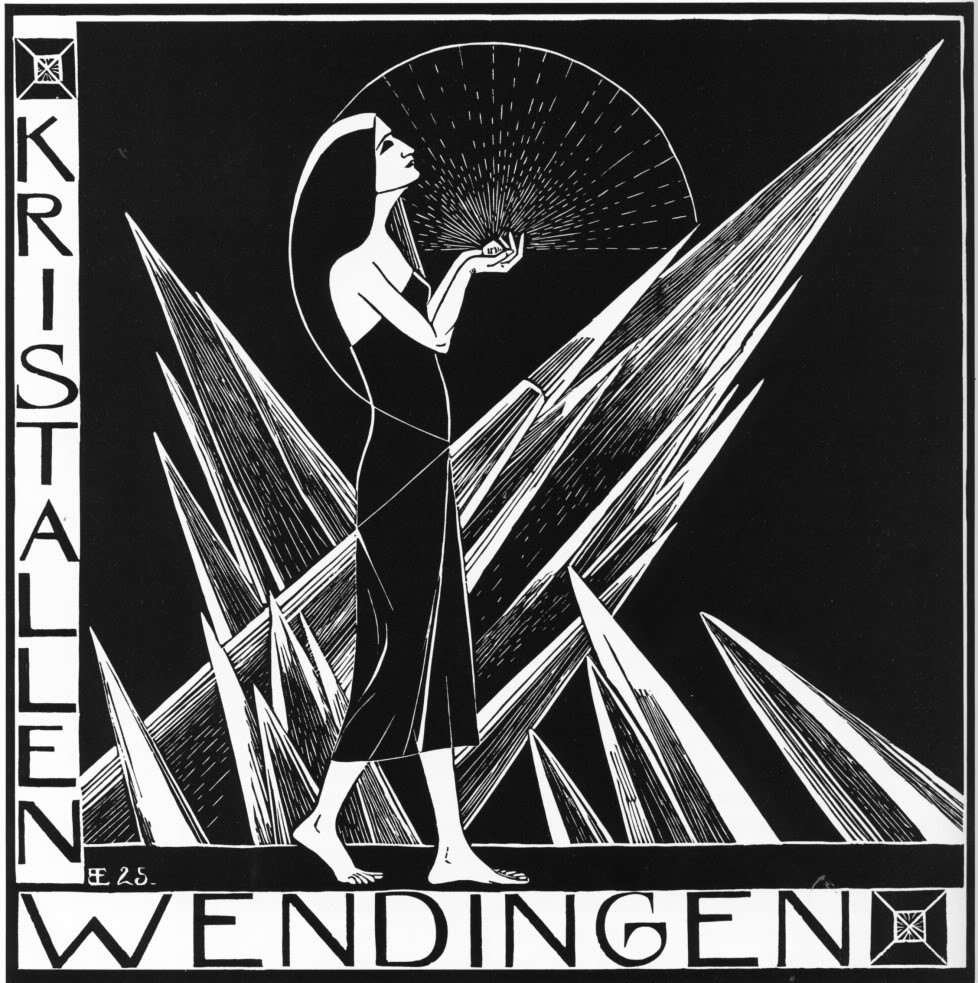
1924

## Werk
Essers' werk is figuratief, met herkenbare voorstellingen. Tegelijkertijd heeft zijn werk ook abstracte en decoratieve kwaliteiten. Het kenmerkt zich door een grote expressiviteit die bereikt wordt met een strakke stilering. In sommige opzichten doet het aan art nouveau denken; in andere opzichten aan expressionistisch werk.
Essers heeft, naast de vervaardiging van zelfstandig werk, ook veel geïllustreerd. Onder andere het tijdschrift Wendingen. De Beeldhouwkunst van Heden, de 'zwerver-boeken' van Arthur van Schendel en Deirdre en de zonen van Usnach van Adriaan Roland Holst. Hij heeft zich vooral toegelegd op houtsneden en penseeltekeningen in inkt.

### Exposities (selectie)
- 1918 deelname aan tentoonstelling in de Haagsche Kunstkring
- 1920 expositie in Domburg met o.a. Jan Toorop, Lodewijk Schelfhout, Henri van der Stok en Matthieu Wiegman
- 1920 expositie met Lodewijk Schelfhout en Pablo Picasso in het Stedelijk Museum te Amsterdam
- 1928 expositie in Kunstzaal Kleykamp Den Haag
- 1928-1929 groepstentoonstelling van de "Société de la Gravure sur bois originale", Parijs
- 1929-1930 groepstentoonstelling in het Art Institute of Chicago
- 1933-1934 tentoonstelling in Tokio
- 1934-1937 tentoonstelling Frans Halsmuseum, Haarlem
- 1947 overzichtstentoonstelling in Arti et Amicitiae, Amsterdam
- 1950-1951 overzichtstentoonstelling KunstenaarsCentrumBergen (KCB) in "De Rustende Jager", Bergen (NH)
- 1978 groepsexpositie Kunstenaren Der Idee, Gemeentemuseum Den Haag
- 1993 overzichtstentoonstelling ter gelegenheid van de honderdste geboortedag in het gemeentehuis van Bergen (NH)
- 2008 overzichtstentoonstellingen Drents Museum, Assen en Museum Kranenburgh, Bergen (NH)

### Prijs
- 1923 Hij ontvangt de gouden medaille voor de grafische kunst (voor de houtsnede de Muziek) ter gelegenheid van het 25-jarig ambtsjubileum van koningin Wilhelmina

### Openbare collecties
- Rijksprentenkabinet in het Rijksmuseum, Amsterdam
- Verzameling van "Kunst rond 1900" in het Drents Museum, Assen
- Teylers Museum, Haarlem
- Museum Kranenburgh, Bergen (NH)
- Prentenkabinet van de Universiteitsbibliotheek Leiden
- N-K-Collectie Amersfoort, houtgravure Tamalone & Mevena (1917)